# Tekken 4
Tekken 4 (鉄拳4) es la cuarta entrega de la franquicia de juegos Tekken, y fue el segundo de la serie de Tekken para PlayStation 2.

## Argumento
Durante los sucesos de Tekken 3 (dos años antes en la secuencia cronológica de la saga), Heihachi Mishima no pudo capturar a Ogre, un antiguo dios de la lucha que había sido derrotado por Jin Kazama y que había ejercido de jefe final en Tekken 3. No queriendo darse por vencido, Heihachi ordenó a sus investigadores recoger muestras de sangre, piel y fragmentos dejados por Ogre (conocido como True Ogre en su manifestación perfecta) para conducir experimentos genéticos. El objetivo de Heihachi era transmutar la sangre de Ogre con la suya propia. Los investigadores de la Mishima Zaibatsu llegaron a la conclusión de que el Gen Diabólico era necesario para que el proyecto llegara a buen término (Heihachi, a diferencia de su hijo y de su nieto, carecía de este).
Durante su investigación, Heihachi descubrió una fotografía que revolvió su curiosidad: era una imagen de un cadáver quemado cubierto de heridas de laceración. Le prestó particular atención a la espalda del cadáver, que parecía tenerlo deformado, resaltando alas como miembros. Convencido de que era una foto de Kazuya Mishima, su propio hijo al que él lanzó en un volcán hacía 20 años, Heihachi buscó pistas para más información. Su búsqueda lo condujo eventualmente a una compañía con el nombre de Corporación G, una empresa de biotecnología que había realizado revolucionarios avances en el campo de la biogenética. 
El viernes 25 de diciembre, las Tekken Force de Heihachi atacaron los centros subterráneos de investigaciones de la Corporación G en Nepal y Nebraska. En uno de ellos, una entidad desconocida emergió del cuarto, sacudiendo fácilmente a los soldados de la Tekken Force como si fueran muñecos. Cuando Heihachi pudo ver lo suficientemente claro, él reconoció la figura de Kazuya. Enfurecido, Kazuya despachó a los miembros restante de la Tekken Force, mientras lanzaba un desafío abierto a su padre. Heihachi ideó entonces un plan; debido a que necesitaba tanto el Gen Diabólico como deshacerse de Kazuya, convocó el IV Torneo del Rey del Puño de Acero, donde la dirección del imperio financiero de la Mishima Zaibatsu estaría en juego.

### Final canónico
Llegada las finales del torneo, Kazuya Mishima debe de enfrentarse a Jin Kazama para acceder a la final, sin embargo, Jin resulta capturado por la Tekken Force y llevado prisionero al templo-fortaleza de Hon-Maru. Mientras tanto, Kazuya accede directamente a la final, donde se cruza de nuevo con su padre, Heihachi Mishima, más de 20 años después de su último encuentro. Padre e hijo vuelven a enfrentarse y, tras la batalla, Heihachi guía a Kazuya hasta Hon-Maru lugar donde mantiene cautivo a Jin, el cual se haya sumido en un extraño trance.
Ante la presencia de su hijo, Kazuya revela que es capaz de controlar el Gen Diabólico y noquea a Heihachi. Jin, lleno de ira y frustración contra su estirpe, se lanza contra su padre. Kazuya y Jin se enfrentan, con victoria para el segundo. Heihachi, ya recuperado, exclama ante el cuerpo inconsciente de su hijo: «Que patético debilucho... cobarde inútil», disponiéndose a enfrentarse a Jin con la intención de absorber su poder. Al igual que con su padre, Jin derrota a Heihachi y se prepara para rematarlo, pero al contemplar una imagen de su madre, Jun Kazama, decide perdonarle la vida y se marcha volando de Hon-Maru.

## Jugabilidad
Tekken 4 nos introduce por primera vez la capacidad de interactuar con la arena y movernos en escenarios completos y en tres dimensiones. El juego supone también un avance gráfico de su predecesor, Tekken Tag Tournament, con un sistema con una iluminación mejorada, nuevas físicas y unas superficies más trabajadas. En este aspecto, Tekken 4 se convierte en el primero de la franquicia en el cual los escenarios no están asignados a un luchador, sino que son completamente aleatorios.
En cuanto a la jugabilidad, Tekken 4 destaca por poseer un estilo más lento y menos fluido que su predecesor, Tekken Tag Tournament. Este Tekken 4 también quiere centrarse más en los combos y en las capacidades del jugador de aprovecharse del escenario.
La versión de consola cuenta con un minijuego de estilo beat'em up donde el jugador puede controlar a cualquiera de los luchadores y guiarlos por diversos escenarios para enfrentarse a un jefe final en cada uno, siendo el último de ellos el propio Heihachi Mishima.

## Escenarios
- Airport (Touch And Go)
- Building (Authentic sky)
- Mall (Uninhabited)
- Jungle (Didgerythm)
- Shinjuku (Bit Crusher)
- Parking Area (Gym)
- Beach (Kitsch)
- Underground (Mob)
- Statue (Su tema musical de fondo varía con música de las versiones arcade de escenarios de Tekken y Tekken 2)
- Hon-Maru (The inner Shrine)
- Arena (The Strongest Iron Arena)
- Laboratory (Fear)

## Personajes
El juego es uno de los que menos personajes aporta en toda la saga Tekken (sin incluir personajes que son atuendos de otros, como Eddy Gordo o Miharu Hirano). Personajes que hicieron su última aparición en Tekken 2 (véase Kazuya Mishima o Lee Chaolan) regresan en esta entrega, al igual que otros que fueron introducidos en Tekken 3, como Bryan Fury o Jin Kazama.
Tekken 4 presenta seis nuevos personajes que debutan en esta entrega; Craig Marduk, un violento luchador australiano de vale tudo; Christie Monteiro, una luchadora de capoeira, discípula de Eddy Gordo; Steve Fox, un boxeador británico en busca de su pasado; Combot, un robot programado por la empresa de Lee Chaolan; Miharu Hirano, la mejor amiga de Ling Xiaoyu que aparece como traje alternativo de ésta al completar el modo historia con ella; y Violet, un traje alternativo de Lee Chaolan que usa al inicio del juego para no ser reconocido por la Mishima Zaibatsu.
Algunos personajes que aparecieron en Tekken 3 se hallan ausentes en esta entrega; Ogre, por ser destruido por Jin Kazama al final de  Tekken 3; Anna Williams, la hermana de Nina y que no está presente por primera vez en la saga; Forest Law, que se ve reemplazado por su padre Marshall Law; Jack, la serie de robots que tampoco está presente por primera vez en la saga; y Mokujin, que se ve reemplazado por Combot como personaje de estilo de lucha aleatorio.
En esta entrega, Heihachi Mishima es el jefe final de casi todos los personajes, exceptuando cuatro: Kazuya Mishima (cuyo jefe es Jin Kazama), Lee Chaolan (Combot), Hwoarang (Jin Kazama) y el propio Heihachi (Kazuya).

### Personajes que vuelven
| - Bryan Fury - Eddy Gordo - Heihachi Mishima - Hwoarang - Jin Kazama | - Julia Chang - Kazuya Mishima - King II - Kuma II - Lee Chaolan | - Lei Wulong - Ling Xiaoyu - Marshall Law - Nina Williams - Panda | - Paul Phoenix - Yoshimitsu |

### Nuevos personajes
| - Christie Monteiro - Combot - Craig Marduk | - Miharu Hirano - Steve Fox - Violet |

## Recepción
El juego recibió críticas mixtas. Si bien fue alabado el intento de innovación de la franquicia en su estilo de lucha, en algunos medios su jugabilidad fue calificada como «pobre» o «poco inspirada», al menos, en comparación a su predecesor, Tekken Tag Tournament.